# Wilhelm Kröck
Philipp Wilhelm Kröck (* im 19. Jahrhundert; † 15. April 1914) war ein deutscher Bürgermeister und Abgeordneter des Provinziallandtages der Provinz Hessen-Nassau.

## Leben
Wilhelm Kröck war in den Jahren von 1868 bis 1914 Bürgermeister in Bettendorf. Von 1874 bis 1885/1886 gehörte er dem Kreistag des Unterlahnkreises an, der 1867 nach der Annexion durch Preußen im Regierungsbezirk Wiesbaden gebildet worden war.
Als Mitglied der Konservativen Partei kandidierte er 1884 im Reichstagswahlkreis Regierungsbezirk Wiesbaden 3 erfolglos (26 Stimmen, Stimmenanteil 0,2 %) für den Reichstag. 
In den Jahren von 1884 bis 1914 hatte er ein Mandat für den Nassauischen Kommunallandtag des preußischen Regierungsbezirks Wiesbaden bzw. des Provinziallandtages der Provinz Hessen-Nassau. 1890 war er stellvertretendes Mitglied des Landesausschusses.
Im Amt Nastätten saß er im Bezirksrat. Zunächst gehörte diese Verwaltungseinheit zum Unterlahnkreis, bis am 1. April 1886 die neue Kreisordnung für die Provinz Hessen-Nassau in Kraft trat und dem neu geschaffenen Kreis Sankt Goarshausen zugeordnet hat. Dort hatte Kröck bis zu seinem Tod im Jahr 1914 ein Mandat für den Kreistag und den Kreisausschuss.